# Софіологія
Софіологія — синкретичне релігійно-філософське вчення, що включає філософську теорію «позитивної всеєдності», розуміння мистецтва в дусі містичної «вільної теургії», що перетворює світ на шляхах до його духовної досконалості, концепція художнього вираження «вічних ідей» і містичне уявлення Софії як космічного творчого принципу. Була викладена і розвинена російськими філософами XIX–XX століття: Володимиром Соловйовим, Сергієм Булгаковим, Павлом Флоренським, Львом Карсавіним та іншими.